# Scoparia tohokuensis
Scoparia tohokuensis là một loài bướm đêm trong họ Crambidae.